# Kent Angergård
Kent Angergård, född 28 mars 1946 i Örebro, är en svensk företagsledare som var vd för Önos 1978–1991.

## Biografi
Angergård blev civilekonom vid Handelshögskolan i Stockholm år 1972 och arbetade därefter på Byggma Syd. Han anställdes som ekonomichef vid Önos år 1975.
År 1978 köpte Angergård och fyra andra personer Önos från den familj som dittills ägt företaget. Samma år tog Angergård över som Önos vd. Företagets inriktning ändrades långsamt från stora volymer till lågt pris till att mer fokusera på kvalitet.
Önos blev Procordia-ägt under 1984 och kom senare att ingå i Volvokoncernen, alltjämt med Angergård som vd. År 1991 utsågs Angergård till vd för Catena, som då också tillhörde Volvokoncernen. Efter ett par förlusttunga år slutade Angergård som vd för Catena i november 1993.
År 1995 sålde Kooperativa förbundet sin konservfabrik Björnekulla fruktindustrier till ett konsortium lett av Angergård. Efter ett och ett halvt år som vd lämnade dock Angergård Björnekulla i mars 1997.
År 2003 köpte Angergård och hans kompanjoner Findus barnmatsfabrik i Bjuv för att göra barnmat åt Nestlé. Företaget bakom köpet hette Ceres Foods och fabriken drevs av dotterbolaget Ceres i Skåne. År 2008 köpte Ceres Foods även charkföretaget Ejo Chark i Örkelljunga. Angergård sålde sitt ägande i Ceres år 2011 i samband med att Ceres förhandlade ett (senare avbrutet) förvärv av Campbell's fabrik i Karpalund.
Angergård var ordförande för IFK Kristianstad 2002–2008. 2016–2021 var han ordförande för Kristianstads DFF.
Inför kommunvalet 2022 övergick Angergård till politiken som Centerpartiets förstanamn i Kristianstads kommun. Efter valet var han således ledamot av kommunfullmäktige och kommunstyrelsen samt gruppledare.
Angergård har vidare skrivit böckerna Det goda företaget (1993) och Växarkultur (1998) som båda handlar om företagande.